# Цілина Черноморченка
Цілина Черноморченка — ентомологічний заказник місцевого значення. Об'єкт розташований на території Веселівського району Запорізької області, в межах земель Веселівської виправної колонії № 8 Запорізької області УДДУ ПВП, біля села Озерне.
Площа — 37 га, статус отриманий у 1984 році.